# 尾澤喜雄
尾澤 喜雄（おざわ よしお、1906年6月29日 - 1977年9月7日）は、日本の教育者・文学者（俳文学）。岩手大学名誉教授。俳号は白路（はくろ）。旧姓は片瀨（かたせ）。姓の「澤」は旧字体のため、新字体で尾沢 喜雄（おざわ よしお）とも表記される。
東京府立第二高等女学校教諭、埼玉県立久喜高等女学校教諭、長野県篠ノ井高等女学校教諭、長野市立中学校教諭、岩手師範学校教授、岩手大学学芸学部教授、岩手大学教育学部教授などを歴任した。

## 来歴

### 生い立ち
1906年6月、片瀨政十郞の二男として生まれたが、尾澤惠の養子となった。長野県北安曇郡七貴村出身。長野師範学校、旧制の松本高等学校の文科を経て、東京帝国大学に進学し、文学部の国文学科にて国文学を学んだ。1933年3月、東京帝国大学を卒業した。
1933年4月より、東京府立第二高等女学校の教諭に就任した。同時に、東京府女子師範学校の教諭も兼任した。1934年6月、埼玉県立久喜高等女学校に転じ、教諭に就任した。さらに、故郷である長野県にて長野県篠ノ井高等女学校に転じ、そちらの教諭に就任した。のちに旧制の長野市立中学校に移り、同様に教諭に就任した。

### 文学者として
太平洋戦争のさなか、1943年に岩手県師範学校と岩手県女子師範学校が統合再編され、新たに岩手師範学校が設置された。それに伴い、同年8月に岩手師範学校に転じ、教授に就任した。太平洋戦争終結後、国立学校設置法により、岩手師範学校は盛岡農林専門学校、盛岡工業専門学校、岩手青年師範学校と統合再編されることになり、1949年に岩手大学が設置された。それに伴い、岩手大学に奉職することになり、長年に渡り教鞭を執った。1950年には教授に補職された。なお、岩手大学設置以降も、岩手師範学校は1951年3月までは並行して存続したため、岩手師範学校の教授にも兼補されている。1972年3月、岩手大学を退官した。
退官に伴い、岩手大学より名誉教授の称号が授与された。その後、1977年9月7日に死去した。

## 研究
専門は文学であり、特に国文学、つまり日本文学に関する分野の研究に従事した。具体的には俳文学について研究しており、江戸時代の俳人である小林一茶の研究で著名である。その研究の成果は学術雑誌などで発表されており、『国文学――解釈と鑑賞』や、『國文學――解釈と教材の研究』をはじめ、『國語と國文學』など、多くの雑誌に論文が掲載された。一茶の生涯を5つの時代区分に分けて研究することを提唱し、多くの研究者に受け入れられた。その結果、一茶の研究史においては、尾澤の提唱した時代区分が定着している。そのほか、一茶に関する学術書を上梓するとともに、一茶の著作の校訂を手掛けている。小林計一郎、丸山一彦、宮脇昌三、矢羽勝幸とともに『一茶全集』を編纂し、数年がかりで刊行したが、その功績は高く評価されており、尾澤没後の1980年の芭蕉祭にて文部大臣賞が授与されている。

## 人物
岩手県の小学校や中学校にて、数多くの校歌の作詞や校訂を手掛けている。また、岩波書店においては、国語の教科書の編纂に参画していたことでも知られている。
趣味は園芸、謡曲、俳句、などが挙げられ、「白路」と号していた。
仏教を信仰しており、宗派としては真言宗に属した。

## 家族・親族
妻である尾澤さいとの間に、喜美子、正昭、正俊の2男1女を儲けた。

## 略歴
- 1906年 - 長野県にて誕生[1]。
- 1933年 - 東京帝国大学文学部卒業[1]。
- 1933年 - 東京府立第二高等女学校教諭。
- 1933年 - 東京府女子師範学校教諭。
- 1934年 - 埼玉県立久喜高等女学校教諭。
- 1943年 - 岩手師範学校教授[1][4][5]。
- 1949年 - 盛岡農林専門学校、盛岡工業専門学校、岩手師範学校、岩手青年師範学校を統合再編し岩手大学設置[6]。
- 1950年 - 岩手大学学芸学部教授[8]。
- 1966年 - 岩手大学教育学部教授。
- 1972年 - 岩手大学退官。
- 1972年 - 岩手大学名誉教授。
- 1977年 - 死去。

## 受賞歴
- 1980年 - 芭蕉祭文部大臣賞。

## 著作

### 単著
- 尾沢喜雄著『小林一茶とその周辺』岩手大学尾沢喜雄教授退官記念事業協賛会、1972年。NCID BN01008932

### 編纂
- 小林一茶著、信濃教育会編『一茶全集』3巻、信濃毎日新聞社、1976年。全国書誌番号:77029765
- 小林一茶著、信濃教育会編『一茶全集』6巻、信濃毎日新聞社、1976年。全国書誌番号:75019897
- 小林一茶著、信濃教育会編『一茶全集』4巻、信濃毎日新聞社、1977年。全国書誌番号:77029766
- 小林一茶著、信濃教育会編『一茶全集』2巻、信濃毎日新聞社、1977年。全国書誌番号:77029764
- 小林一茶著、信濃教育会編『一茶全集』7巻、信濃毎日新聞社、1977年。全国書誌番号:78006211
- 小林一茶著、信濃教育会編『一茶全集』8巻、信濃毎日新聞社、1978年。全国書誌番号:78016768
- 小林一茶著、信濃教育会編『一茶全集』5巻、信濃毎日新聞社、1978年。全国書誌番号:79004576
- 小林一茶著、信濃教育会編『一茶全集』別巻、信濃毎日新聞社、1978年。全国書誌番号:79010578
- 小林一茶著、信濃教育会編『一茶全集』1巻、信濃毎日新聞社、1979年。全国書誌番号:80004065
- 小林一茶著、信濃教育会・信濃毎日新聞社編『一茶全集』1巻別冊、信濃毎日新聞社、1980年。全国書誌番号:80039034

### 註釈、校訂
- 一茶著、尾沢喜雄校訂『文化年中句日記・八番日記』信濃教育会、1976年。NCID BN10770065

### 寄稿、分担執筆、等
- 『一茶まつり』2版、俳諧寺一茶保存会、1953年。
- 『日本古典鑑賞講座』22巻、角川書店、1957年。
- 宮脇昌三・尾沢喜雄「句帖3」小林一茶著、信濃教育会編『一茶全集』4巻、信濃毎日新聞社、1977年。全国書誌番号:77029766

### 論文
- 尾沢喜雄稿「一茶研究史に就いての一考察」『國語と國文學』27巻2号、至文堂、1950年2月、57-58頁。ISSN 0387-3110
- 尾澤喜雄稿「一茶家系考」『岩手大學學藝學部研究年報』2巻1号、岩手大學學藝學部學會、1951年7月1日、84-114頁。ISSN 0367-7370
- 尾沢喜雄稿「一茶研究史覚書」『信濃教育』782号、信濃教育会9、1952年2月、36-44頁。
- 尾澤喜雄稿「一茶研究史序説」『岩手大學學藝學部研究年報』3巻1号、岩手大學學藝學部學會、1952年6月1日、53-64頁。ISSN 0367-7370
- 尾沢喜雄稿「古典教育について」『岩手大学学芸学部研究年報』4巻1号、岩手大学学芸学部学会、1952年12月1日、60-68頁。ISSN 0367-7370
- 尾沢喜雄稿「一茶研究史」『国文学――解釈と鑑賞』21巻9号、至文堂、1956年7月。ISSN 0386-9911
- 尾沢喜雄稿「文政版一茶発句集の成立を廻つて」『連歌俳諧研究』1957年13号、俳文学会、1957年、15-25頁。ISSN 0387-3269
- 尾沢喜雄稿「一茶の時代と環境」『國文學――解釈と教材の研究』3巻3号、学灯社、1958年4月。ISSN 0452-3016
- 尾沢喜雄稿「一茶研究史における正岡子規の地位――彼の『一茶の俳句を評す』について」『國語と國文學』37巻2号、ぎょうせい、1960年2月。ISSN 0387-3110
- 尾沢喜雄稿「小林一茶――初期の江戸生活について」『國文學――解釈と教材の研究』9巻1号、學燈社、1964年1月。ISSN 0452-3016
- 尾沢喜雄稿「一茶」『國文學――解釈と教材の研究』13巻10号、學燈社、1968年8月、116-119頁。ISSN 0452-3016

### 楽曲
- 尾沢喜雄作詞『岩手県北上市立南中学校校歌』[註釈 10]。
- 尾沢喜雄作詞、千葉了道作曲『松尾鉱山中学校校歌』[註釈 10]。
- 尾沢喜雄作詞、千葉了道作曲『長坂中学校校歌』1957年[38][註釈 10]。
- 菅原憲作詞、小山誠之作曲、尾沢喜雄校訂『岩手県東磐井郡千厩町立小梨小学校校歌』1959年[39][註釈 10]。
- 尾沢喜雄作詞、千葉了道作曲『黄海小学校校歌』1969年[40][註釈 10]。
- 小山嘉明作詞、小山誠之作曲、尾沢喜雄校訂『南小梨小学校校歌』1970年[41][註釈 10]。

### 註釈
1. ↑  長野県北安曇郡七貴村は、のちの長野県安曇野市、および、長野県北安曇郡池田町に該当する。
2. ↑  松本高等学校は、のちに信州大学の源流の一つとなった。
3. ↑  東京帝国大学は、のちに東京大学の源流の一つとなった。
4. ↑  東京府立第二高等女学校は、のちに東京都立竹早高等学校の源流の一つとなった。
5. ↑  東京府女子師範学校は、のちに東京学芸大学の源流の一つとなった。
6. ↑  埼玉県立久喜高等女学校は、のちに埼玉県立久喜高等学校の源流の一つとなった。
7. ↑  長野県篠ノ井高等女学校は、のちに長野県篠ノ井高等学校の源流の一つとなった。
8. ↑  長野市立中学校は、のちに長野市立高等学校の源流の一つとなった。
9. ↑  岩手師範学校は、のちに岩手大学教育学部の源流の一つとなった。
10. 1 2 3 4 5 6  曲名は一般社団法人日本音楽著作権協会の「作品データベース」の表記に準拠した。

## 関連人物
- 小林一茶
- 小林計一郎
- 丸山一彦
- 矢羽勝幸